# Denise Sommers
Pour les articles homonymes, voir Sommers.
Denise Sommers, née le 3 avril 1969 à Cardiff, est une joueuse professionnelle de squash représentant les Pays-Bas. Elle atteint la 24e place mondiale sur le circuit international, son meilleur classement.

## Biographie
Elle est née d'un père jamaïcain et d'une mère néerlandaise.
Elle participe aux championnats du monde 1992 et 1994 s'inclinant à chaque fois au deuxième tour.
En 2006, elle devient entraîneur national de l'équipe des Bermudes.

## Palmarès

### Finales
- Championnats des Pays-Bas : 1990
- Championnats d'Europe par équipes : 3 finales (1991, 1993, 1995)